# Tétraèdre de Héron
Un tétraèdre de Héron est un tétraèdre dont les côtés, les faces et le volume sont tous exprimés en nombres rationnels. Les faces doivent par conséquent toutes être des triangles de Héron, c’est-à-dire avoir ses côtés en nombres rationnels. Un tétraèdre régulier avec des côtés de longueurs rationnelles n'est pas un tétraèdre de Héron, car la surface de ses faces et son volume ne sont pas des nombres rationnels.
Un tétraèdre de Héron est quelquefois appelé un tétraèdre parfait.
Un exemple est le tétraèdre d'arêtes 896, 990 (pour l'arête opposée) et 1073 pour les quatre autres arêtes ; deux faces sont des triangles isocèles d'aire 436 800 et les deux autres (isocèles également) d'aire 47 120, le volume étant 124 185 600.
Un tétraèdre peut avoir un volume entier et des entiers consécutifs comme arêtes, par exemple le tétraèdre d'arêtes 6, 7, 8, 9, 10, et 11, et de volume 48.